# Dreikopf (Hunsrück)
Der Dreikopf (im Volksmund mitunter auch Trierer Berg genannt) ist ein etwa 502 m hoher Berg der Pellinger Hochflächen zwischen Lampaden, Paschel, Oberemmel und Pellingen im zum Rheinischen Schiefergebirge zählenden Hunsrück. Der Berg, auf dem sich heute der Windpark Dreikopf befindet, war historischer Schauplatz der Schlacht bei Lampaden im Zweiten Weltkrieg. Vom Dreikopf hat man einen guten Ausblick auf das sogenannte Konzer Tälchen, einen ehemaligen Bogen der Urmosel sowie auf den Saar-Ruwer-Hunsrück. Unweit des Berggipfels liegt der Weiler Steinbachweier.

## Namensherkunft und Geschichte
Der Name des Berges leitet sich von einem Hünengrab nahe Steinbachweier ab. Der Grabhügel stammt aus der Latènezeit.
In der Frühen Neuzeit galt der Dreikopf neben der Hetzerather Heide als bedeutender Hexentanzplatz. Bekanntheit als solcher erlangte er, als der Trierer Schöffe Nicolaus Fiedler 1590/91 achtmal gefoltert und schließlich hingerichtet wurde, da sich dieser dort angeblich für Tätigkeiten der Hexerei aufhielt.
Im Zweiten Weltkrieg wurde der Dreikopf schließlich Schauplatz der Schlacht bei Lampaden vom 6. bis zum 8. März 1945. Auf persönlichen Befehl von Adolf Hitler versuchten deutsche Soldaten der 6. SS-Gebirgs-Division „Nord“ erfolglos, die 94. amerikanische Division zu schlagen. Dabei wurde die deutsche Division fast vollständig vernichtet. Große Teile von Lampaden waren zerstört; besonders traf es den Ortsteil Obersehr. Auf beiden Seiten kamen jeweils mehrere hundert Soldaten ums Leben. Die Zahl der amerikanischen Gefallenen wird mit etwas über 400 angegeben; so viele tote GIs wurden in der Kirche von Lampaden aufgebahrt und später von ihren Kameraden abtransportiert. Die Zahl der Toten aus Waffen-SS und Wehrmacht ist schwerer zu ermitteln; während ältere Quellen regelmäßig von 800 deutschen Gefallenen sprechen, ist dies in jüngerer Zeit angezweifelt und die Zahl auf etwa 400 beziffert worden. An anderer Stelle ist von 200 Deutschen und 400 Amerikanern die Rede, die bei den Kämpfen um den Dreikopf innerhalb von fünf Tagen starben.

## Geologie und Geographie
Auf dem Dreikopf findet man den für das Rheinische Schiefergebirge typischen Schiefer.
Am Fuße des Dreikopfs entspringt auf der Gemarkungsgrenze zwischen Pellingen und Lampaden der Olewiger Bach.

## Sehenswürdigkeiten
Auf dem Dreikopf befindet sich auch eine Kapelle in Gedenken an die Kampfhandlungen während der Schlacht von Lampaden.
Des Weiteren befindet sich zwischen Steinbachweier und Oberemmel am Südwesthang das ehemalige Schieferbergwerk Oberemmel.